# Teatro Lara
El teatro Lara es un vetusto teatro a la italiana construido en 1879 en el número 15 de la Corredera Baja de San Pablo del madrileño Barrio de Maravillas, en el entorno de lo que desde el último tercio del siglo XX se conoce como zona Malasaña. Nació de la iniciativa particular del "plutócrata Cándido Lara", y fue inaugurado el 3 de septiembre de 1880. Entre los estrenos más importantes habidos en él, destacan Los intereses creados, de Jacinto Benavente, en 1907, y el ballet de Falla El amor brujo, en 1915. Dispone de un aforo de 464 personas y nueve palcos.

## Historia

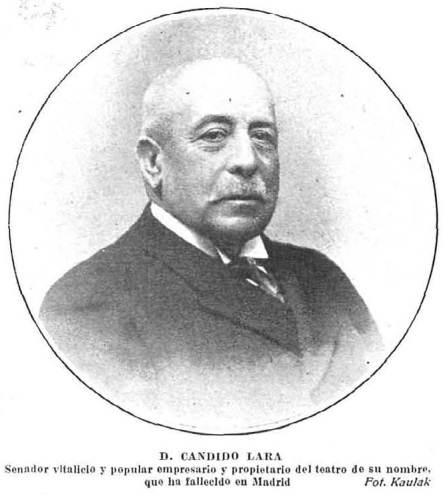
Cándido Lara, promotor del teatro, retratado por Kaulak.

Aconsejado por el antiguo revendedor de billetes Ramón García, buen conocedor del funcionamiento del público madrileño, el empresario Cándido Lara, tan astuto negociante como ignorante en materia teatral, aceptó la sugerencia de aquel de incluir un teatro en el nuevo edificio de vecinos que estaba construyendo en la Corredera. Así fue levantado el Lara aprovechando los dos espaciosos patios de que disponía la finca y el solar contiguo a la calle de San Roque número 10. El proyecto fue del arquitecto Carlos Velasco que diseñó un local con tres vestíbulos, "pequeño, proporcionado y de agradable aspecto", conocido popularmente como la Bombonera de don Cándido. Fue inaugurado el 3 de septiembre de 1880 con la obra de Bretón de los Herreros Un novio a pedir de boca. Siguiendo la consigna de su opulento dueño y empresario de "contratar los actores más caros", se estrenó el local con la singular compañía formada por actores de la talla de Julián Romea, Balbina Valverde, o el cómico Antonio Riquelme.
El local, inspirado según algunos estudiosos en el «Palais Royal» parisino, presentaba fachada clásica con tres cuerpos con zócalo, "orden gigante intermedio" que abarcaba "dos plantas y las galerías de coronación". Dentro, la sala se distribuía en cuatro pisos con "delicada estructura de fundición y barandillas", todo con mucho gusto y bien proporcionado. El diseño incluía un café en la planta baja que no llegó a instalarse al negarse a ello los actores de la compañía reunida para el lanzamiento del local. Los planos muestran también que la entrada a los fosos del escenario se hacía por la finca vecina, con entrada por la calle de San Roque, que con las reformas sería sustituida por la escalera de incendios y la zona de carga y descarga. Debido a la normativa municipal vigente en 1872, dispone de claraboyas en la cúpula, telón de acero y dos depósitos de agua, uno en el techo y otro en el suelo, como medidas contra los incendios.
Sin especializarse en ningún género, abarcó desde el popular género chico a la comedia burguesa. En él actuaron algunos de los más destacados intérpretes españoles de los siglos XIX y XX, como Lola Membrives, Rosario Pino, Leocadia Alba, Catalina Bárcena, Emilio Thuillier, Jerónima Llorente o Ricardo Zamacois. Entre sus estrenos de mayor éxito estuvieron Los intereses creados (1907) de Benavente, Canción de cuna (1911) de Martínez Sierra, o el ballet de Falla, El amor brujo (1915).
A la muerte de Cándido Lara, en 1915, quedó el negocio en manos de su hija y con la dirección Luis Yáñez. Entre 1910 y 1930, la empresa superó el inconveniente urbanístico que supuso la dilatada construcción de la Gran Vía madrileña y que bloqueó el acceso a la Corredera. Se aprovechó el impás para hacer obras en el edificio, que en 1916 se le confiaron al arquitecto Pedro Mathet que hizo desaparecer el querido café donde hicieron tertulia Vital Aza, Benavente, Echegaray, Martínez Sierra, Julián Romea y los hermanos Álvarez Quintero, pero le diseñó una portada 'al gusto francés'.

### Sentenciado e indultado
A punto estuvo de desaparecer el Teatro Lara poco antes de la guerra civil. Y no fue esta vez por la voracidad de un incendio o por la ambición no menos voraz de los especuladores inmobiliarios. La amenaza vino de su propietaria, Milagros Lara, hija y heredera del adinerado don Cándido que, por desconocido despecho dictó en su testamento que fuera derribado el teatro y construida allí una casa de vecindad, "cuyas rentas acrecentarían los ingresos de determinadas obras pías".
Siendo en aquellos días Ministro de Instrucción Pública y Bellas Artes republicano el institucionista Fernando de los Ríos y habiendo recibido "numerosas súplicas" para que evitase el derribo del Lara, resolvió "modificar la cláusula testamentaria, aplicando los alquileres del teatro a la "obra pía", que así resultó más beneficiada, pues se ahorraron los gastos de derribo y reconstrucción".
Aún pudo seguir el Lara deleitando a su público, cada vez menos exquisito, durante casi medio siglo más, hasta que fue cerrado en 1985. Tras su remodelación a cargo del constructor Luis Ramírez, su nueva dueña Carmen Troitiño, reabrió sus puertas el 14 de marzo de 1994, reestrenando una versión de la obra de Alfonso Paso Enseñar a un sinvergüenza.

## Algunas obras estrenadas
| - Hermanos Álvarez Quintero - Doña Clarines (1909) - Febrerillo el loco (1919) - Alejandro Casona - La llave en el desván (1967) - Alfonso Paso - No hay novedad, Doña Adela (1959) - Sentencia de muerte (1960) - Aurelia y sus hombres (1961) - Alfonso Sastre - La cornada (1960) - Antonio Buero Vallejo - Llegada de los dioses (1971) - Jueces en la noche (1979) - Antonio Gala - Los buenos días perdidos (1972) - Benito Pérez Galdós - Pedro Minio (1908) - El tacaño Salomón (1916) - Carlos Arniches - La señorita de Trevélez (1916) - Para ti es el mundo (1929) - El Padre Pitillo (1937) - Carlos Fernández Shaw - No somos nadie (1909) - Las figuras del Quijote (1910) - Edgar Neville - La extraña noche de bodas (1963) - Enrique Jardiel Poncela - Una noche de primavera sin sueño (1927) - Gregorio Martínez Sierra - La sombra del padre (1909) - Canción de cuna (1911) | - Jacinto Benavente - El marido de la Téllez (1897) - Los intereses creados (1907) - La losa de los sueños (1911) - La ciudad alegre y confiada (1916) - La Inmaculada de los Dolores (1918) - La honra de los hombres (1919) - Al amor hay que mandarlo al colegio (1950) - Jaime Salom - La playa vacía (1970) - Joaquín Calvo Sotelo - La visita que no llamó al timbre (1949) - Criminal de guerra (1951) - La mariposa y el ingeniero (1953) - La muralla (1954) - El glorioso soltero (1960) - Micaela (1962) - José López Rubio - Nunca es tarde (1964) - José María Pemán - La casa (1946) - Callados como muertos (1952) - Juan Ignacio Luca de Tena - ¿Dónde vas, Alfonso XII? (1957) - Manuel Linares Rivas - Flor de los pazos (1912) - Fantasmas (1915) - Ramón María del Valle-Inclán - Cenizas (1899) - Ramón Paso - Papá es Peter Pan y lo tengo que matar (2015) - El mensaje (2021) - Santiago Moncada - Las orejas del lobo (1980) - Víctor Ruiz Iriarte - Tengo un millón (1960) |